# 覆刻
覆刻（ふっこく）とは、一般的には、古籍等をなるべく原本に忠実に複製、刊行することである。復刻とも書くが、原義的に妥当でない。複製本、リプリントとも言う。
復刻に対して、原版を用いた場合には、重刷または重印と呼んで区別している。
木版本の場合、原本を版木に貼り付け、被彫（かぶせぼり）の手法によって版木を彫ったものを覆刻といい、この方法で作製された本を、覆刻本と言う。
現代では、「復刻」の字で表現することが多く、原本と紙質・大きさ・装幀、さらには誤字脱字までも全く同様に複製して作製したものを指して言うことが多い。
但し、「影印版」のように、原本の本文のみを忠実に複製し、紙質・大きさ・装幀などは原本と異なっているものや、又は注釈や解題を加えたもの等をも「覆刻本」と呼んでいることがある。
被彫の手法によらず、原本を元に新たに版を起こし出版することは、「重刊」又は「重版」と呼び、時には翻刻ということもある。特に写本に基づいて刊本を出版することや、又は唐本に基づいて和刻することを翻刻と呼ぶことが多い。
現代では、写本や木版本などの古籍を活版印刷するような、本文の字句そのものだけを忠実に複製した複製本を翻刻本と呼ぶことが多い。広義には、これらの翻刻本も含め、あらゆる形式の複製本を指して覆刻本あるいは覆刻版と呼ぶ事もある。
「複刻」と書くこともあるが、この用字はあて字である。